# Sequestro Soffiantini
Il sequestro Soffiantini è stato un sequestro di persona a scopo di estorsione avvenuto in Italia nel 1997 del quale fu vittima l'imprenditore Giuseppe Soffiantini (Manerbio, 6 marzo 1935 – Brescia, 12 marzo 2018), operante nell'ambito del settore tessile italiano.
Soffiantini fu il fondatore nel 1961, e poi il titolare per oltre 50 anni del Gruppo Manerbiesi nel distretto dell'omonima città bresciana. Molto noto nella zona, la sua ditta giunse a contare 400 operai. Diresse un consorzio di importanti ditte tessili del luogo.

## Storia
Il 17 giugno 1997, tra le 22:30 e le 23:00, l'imprenditore tessile sessantaduenne Giuseppe Soffiantini venne rapito dalla sua casa di Manerbio da una banda capeggiata da Mario Moro, ex pastore nativo di Ovodda da tempo residente a Ginestreto (FC), e composta da due rapinatori pregiudicati, Giorgio Sergio e Osvaldo Broccoli, ambedue di Cesena, che, dopo aver legato e imbavagliato la collaboratrice domestica e la moglie, Adele Mosconi, e averle rinchiuse in cantina, lo caricano a forza su un'auto Fiat Croma guidata da Agostino Mastio, originario di Galtellì ma trasferitosi a Perugia. Il rapimento era stato architettato da Mario Moro con la collaborazione di un altro basista, Pietro Raimondi, a sua volta di Manerbio e conosciuto in prigione. Dopo il sequestro, i banditi consegnarono l'ostaggio ad Attilio Cubeddu e Giovanni Farina, che lo rinchiudono in diversi covi tra le montagne della Calvana e le campagne fra Grosseto e Siena.
Il 17 ottobre 1997 ci fu una fallita operazione contro i rapitori a Riofreddo delle teste di cuoio dei NOCS. Quella notte avvenne un conflitto a fuoco che portò alla morte dell'ispettore Samuele Donatoni. Solo dopo un tentativo di fuga, molteplici problemi di salute e il taglio della cartilagine di entrambe le orecchie (una delle quali venne recapitata con una lettera negli studi del TG5, e la sera stessa la missiva fu letta in diretta da Enrico Mentana), i sequestratori rilasciano Soffiantini che venne ritrovato in località Impruneta (FI) il 9 febbraio 1998, dopo 237 giorni di prigionia e previo pagamento di un riscatto di 4 milioni di dollari USA, pari 5 miliardi di lire dell'epoca.
In seguito all'arresto di Giovanni Farina in Australia, Soffiantini ha preteso la restituzione del denaro versato, ma non ha mai riconosciuto in Giovanni Farina il suo carceriere, nonostante la condanna. Negli anni si è ritenuto che Cubeddu sia stato ucciso dallo stesso Farina, intenzionato a non dividere i soldi del riscatto, ma nel 2012 sono state avviate indagini a tappeto in Ogliastra per cercarlo nella convinzione che vivesse lì con la complicità di diverse persone Nell'occasione del sequestro il generale dei carabinieri Francesco Delfino si fece consegnare una forte somma dai familiari, che trattenne per se, e fu poi condannato a 4 anni e 3 mesi per truffa. Giuseppe Soffiantini muore a Brescia il 12 marzo 2018.

## Influenza culturale
Lo stesso Giuseppe Soffiantini ha composto alcune opere ispirate all'episodio:
- ha scritto un libro sulla sua storia con Tonino Zana, intitolato Il mio sequestro[23], dal quale poi è stato costruito uno sceneggiato televisivo per Canale 5, intitolato Il sequestro Soffiantini, con Michele Placido e Tony Sperandeo;
- nel 2007 ha pubblicato a proprie spese un libro di poesie di Giovanni Farina, uno dei suoi sequestratori, intitolato: Giuseppe Soffiantini pubblica alcune poesie di Giovanni Farina. Poesie[24]. Si tratta di scritti anteriori al periodo del sequestro.